# Apocephalus clarilocus
Apocephalus clarilocus är en tvåvingeart som beskrevs av Brown 2002. Apocephalus clarilocus ingår i släktet Apocephalus och familjen puckelflugor. Inga underarter finns listade i Catalogue of Life.